# Dipteropeltis
Dipteropeltis is een geslacht van kreeftachtigen uit de klasse van de Ichthyostraca.

## Soorten
- Dipteropeltis campanaformis Neethling, Oliveira Malta & Avenant-Oldewage, 2014
- Dipteropeltis hirundo Calman, 1912